# Крёйсхаутем
Крёйсхаутем (нидерл. Kruishoutem) — бельгийская коммуна, расположенная во Фламандском регионе (провинция Восточная Фландрия); в 20 км к юго-западу от Гента. Население — 8140 чел. (1 января 2011). Площадь — 46,76 км2.
Коммуна включает районы Лозер, Нокере и Ваннегем-Леде. Ближайшие автодороги — A14/E 17.